# Ceylanyar Hanım
Nefiye Ceylanyar Hanımefendi (en turco otomano: جیلان یار خانم‎ ; " preciosa " y " gacela ";Sochi, 1830- 23 de abril de 1856, Estambul), también conocida como Ceylankar o Ceylangar, fue la decimoquinta esposa del sultán Abdülmecit I del Imperio otomano y madre de Şehzade Mehmed Rüşdi.

## Vida
Como escribe el autor de memorias turco Harun Achba, Ceylanyar provenía de la familia principesca Ubykh de Berzeg, nació en el territorio de Sochi, Abjasia en 1830 y recibió el nombre de Nafiye al nacer. Su padre era Mustafa Bey Berzeg y su madre la princesa Daruhan Hanim Dudaruk. Tenía dos hermanas, Almashan Hanim y Piurtunak Hanim.
La habían trasladado a Constantinopla a la edad de diez años, donde su padre la confió al harén imperial. Luego fue enviada al Palacio de Adile Sultan.

## Vida en el Harén
Según los rumores, Ceylanyar ingresó al palacio a la edad de 10 años. Harun Achba describe su relación con el Sultán de la siguiente manera: en el antiguo palacio, ubicado en el sitio del moderno Palacio Chyragan , a las niñas se les permitía realizar sus propios bailes caucásicos, y durante uno de ellos, Abdülmecit vió a la joven Ceylanyar - La describen muy alta, con cabello largo rubio dorado, que desciende hasta la cintura, y con bellos ojos azules; el sultán se enamoró inmediatamente de ella. Por orden del sultán, Ceylanyar se sometió a un entrenamiento de harén y en 1847 o 1851 Abdülmecit se casó con ella. El día de la boda, Abdülmecit le dia a Ceylanyar (Nefiye en ese momento) su nombre con las palabras "Tienes el aspecto de una gacela, serás una gacela" (del turco ceylan - " gacela"). A la celebración llegaron los familiares de Ceylanyar; con motivo de este matrimonio, los hermanos de la novia recibieron tierras en Bandirma, y las hermanas fueron invitadas a las celebraciones en el harén. Después de la boda, Ceylanyar recibió el título de segundo ikbal del Sultán. Después de su matrimonio, sus hermanas se convirtieron en damas de honor.
El 31 de marzo de 1852, dio a luz a su único hijo, un varón, el Şehzade Mehmed Rüşdi Efendi en el Antiguo Palacio de Çırağan. El joven príncipe murió a la edad de cuatro meses. Según el historiador otomano Mehmed Surei Bey, el niño vivió solo dos meses y murió el 7 de junio del mismo año, sin embargo, Chagatay Uluchay y el historiador turco Necdet Sakaoglu escriben que el príncipe murió cuando tenía 9 meses. 
En el mismo año, fue ascendida al título de "Cuarta esposa". A principios de 1853, fue ascendida al título de "Tercera esposa" y en 1854 a "Segunda esposa".

## Muerte
La propia Ceylanyar sufría de tuberculosis, de la que murió, según diversas fuentes, el 17 de enero de 1855 o en febrero de 1856 a la corta edad de entre 24 a 25 años en el Palacio Feriye. Según Achba y Sureya, Ceylanyar fue enterrada en el mausoleo de Münire Sultan en Fatih, mientras que Uluchay y Sakaoglu escriben que fue enterrada en el mausoleo de Nakşidil Sultan en la mezquita de Fatih.